# Hospitalidad

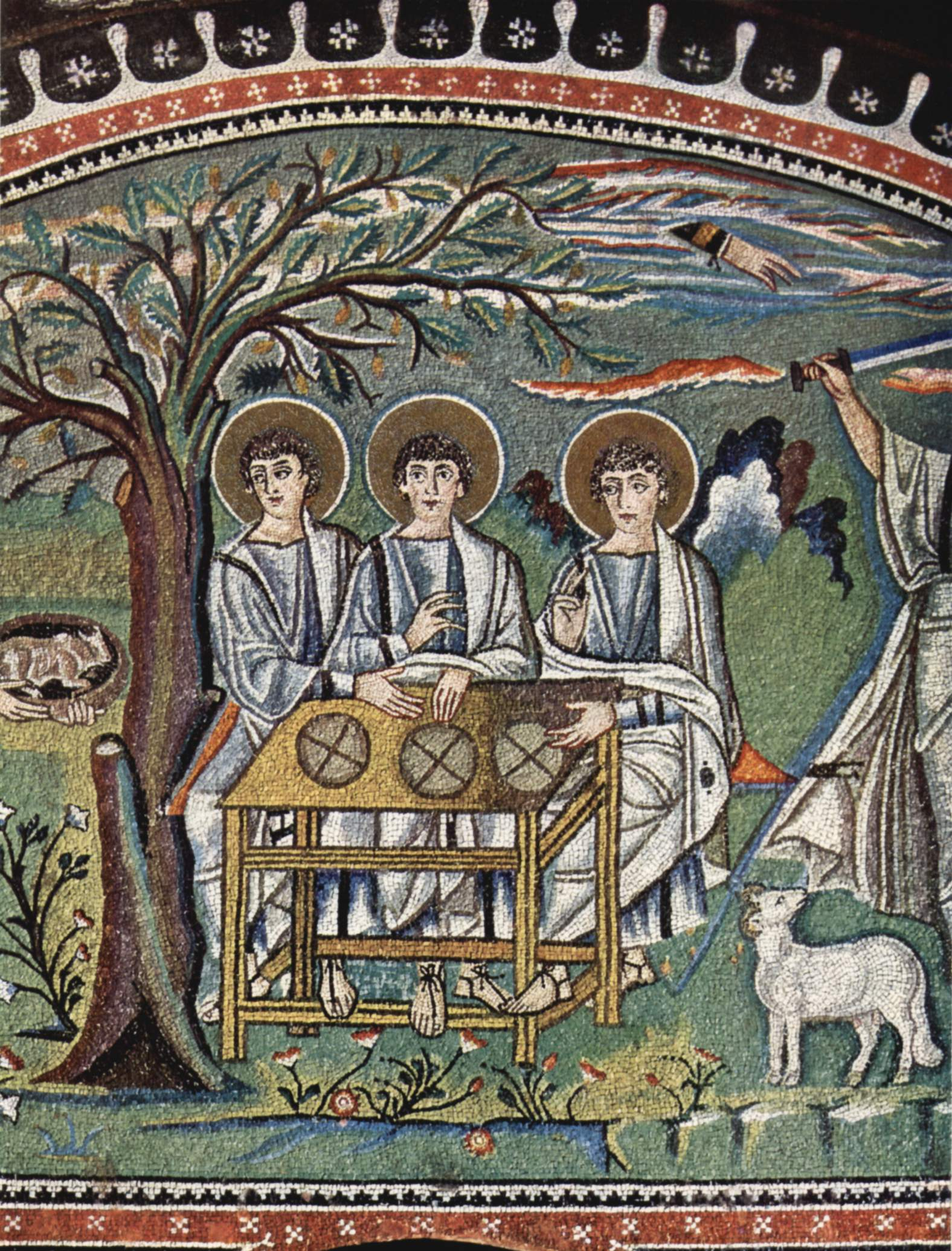
Abraham, al ofrecer hospitalidad a los ángeles.

La hospitalidad es la cualidad de acoger y agasajar con amabilidad y generosidad a los invitados o a los extraños. “Hospitalidad” se traduce del griego filoxenía, que literalmente significa “amor (afecto o bondad) a los extraños”. En latín, hospitare significa "recibir como invitado". 
Existen algunas palabras con raíces latinas que están estrechamente relacionadas, como hospital, hospicio y hostal. En cada una de estas palabras, el significado principal se centra en un anfitrión que da la bienvenida y responde a las necesidades de las personas que se encuentran temporalmente ausentes de sus hogares. La frase "recibir como invitado" implica al anfitrión prepararse para cumplir los requerimientos básicos de un invitado. Los requerimientos de un huésped son, tradicionalmente, alimentación y alojamiento o refugio. 
Adicionalmente, algunos huéspedes proveen algún tipo de entretenimiento a sus invitados. Sin embargo, el entretenimiento se ha convertido en una gran industria separada que incluye algunas de las más grandes empresas del mundo, como parques temáticos, ferias, musicales, espectáculos deportivos, festivales y desfiles. Así pues, el entretenimiento está estrechamente asociado con los viajes y el turismo, pero no es un requerimiento necesario.[cita requerida]

## Antecedentes antropológicos
La palabra deriva del término latino hospitium y existen indicios de rituales de hospitalidad en las tribus ibéricas, germánicas y célticas a partir del siglo V A.C. El filósofo Jacques Derrida establece en su modelo teórico dos tipos de hospitalidades: restringida, la cual se confiere esperando algo a cambio, y generalizada, la cual, aun cuando utópica, es la que buscan los migrantes y refugiados.
Daniel Innerarity Grau sugiere que la hospitalidad es como el riesgo, su naturaleza es intempestiva y sorpresiva. Cerrarse al extranjero se corresponde con el propio exterminio cultural. Por su parte, Paul Lynch y colegas argumentan que la literatura especializada aún no ha consensuado cuál es la definición unívoca del término, pero se debate entre dos corrientes específicas. Un grupo apoya la idea de que la hospitalidad sirve como instrumento ideológico de control al extranjero, mientras otro grupo enfatiza la hospitalidad como un sistema de intercambio de bienes, dones y favores, los cuales fundamentan la autoridad y la legitimidad social.